# Bernard Leene
Bernardus Petrus Leene, detto Bernard (L'Aia, 14 febbraio 1903 – L'Aia, 24 novembre 1988), è stato un pistard olandese.

## Palmarès

### Olimpiadi
- Oro a Amsterdam 1928 nel tandem.
- Argento a Berlino 1936 nel tandem.